# Nemopoda mamaevi
Nemopoda mamaevi är en tvåvingeart som beskrevs av Ozerov 1997. Nemopoda mamaevi ingår i släktet Nemopoda och familjen svängflugor. Inga underarter finns listade i Catalogue of Life.